# Cariniana rubra
Cariniana rubra là một loài thực vật có hoa trong họ Lecythidaceae. Loài này được Gardner ex Miers mô tả khoa học đầu tiên năm 1874.

## Hình ảnh

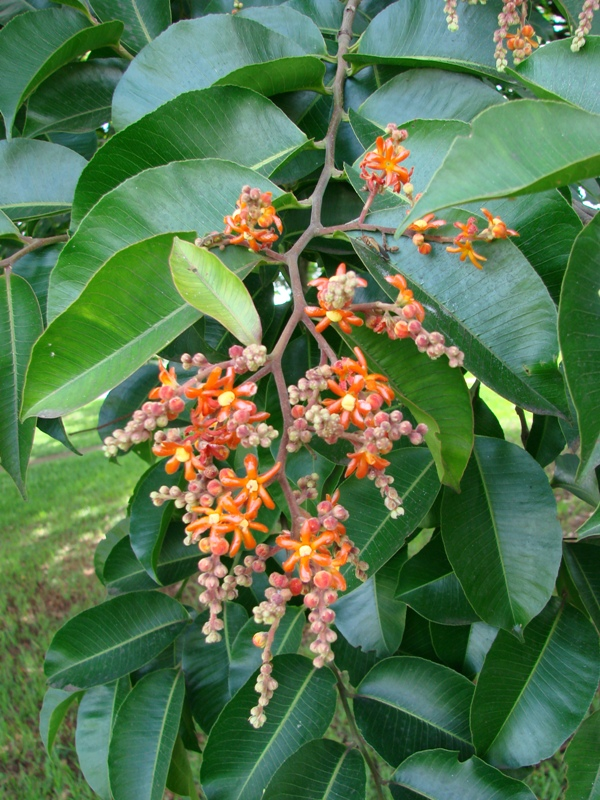